# ジャプク語
ジャプク語（じゃぷくご、チベット語：ja phug）は、シナ・チベット語族チアン語群に属するギャロン系諸言語の一つである。話者はおよそ3000-4000人ほどであり、中国四川省アバ・チベット族チャン族自治州の馬爾康市に居住している。

## 総論
ジャプク語の話者は、他のギャロン諸語の話者と同様に、中国の民族識別工作において「チベット族」に分類されている。

## 音韻体系

### 子音
他のギャロン系言語と同様に、ジャプク語は極めて多くの子音を備えており、子音音素の数は49にのぼる（Jacques 2004, 2008）。
|          | 両唇音 | 両唇音 | 両唇音 | 両唇音 | 歯音 | 歯音 | 歯音 | 歯音 | そり舌音 | そり舌音 | そり舌音 | そり舌音 | 歯茎硬口蓋音 | 歯茎硬口蓋音 | 歯茎硬口蓋音 | 歯茎硬口蓋音 | 硬口蓋音 | 硬口蓋音 | 硬口蓋音 | 硬口蓋音 | 軟口蓋音 | 軟口蓋音 | 軟口蓋音 | 軟口蓋音 | 口蓋垂音 | 口蓋垂音 | 口蓋垂音 | 口蓋垂音 |
| -------- | ------ | ------ | ------ | ------ | ---- | ---- | ---- | ---- | -------- | -------- | -------- | -------- | ------------ | ------------ | ------------ | ------------ | -------- | -------- | -------- | -------- | -------- | -------- | -------- | -------- | -------- | -------- | -------- | -------- |
| 破裂音   | p      | pʰ     | b      | mb     | t    | tʰ   | d    | nd   |          |          |          |          |              |              |              |              | c        | cʰ       | ɟ        | ɲɟ       | k        | kʰ       | g        | ŋg       | q        | qʰ       |          | ɴɢ       |
| 鼻音     |        |        | m      |        |      |      | n    |      |          |          |          |          |              |              |              |              |          |          | ɲ        |          |          |          | ŋ        |          |          |          |          |          |
| 摩擦音   |        |        |        |        | s    |      | z    |      | ʂ        |          |          |          | ɕ            |              | ʑ            |              |          |          |          |          | x        |          | ɣ        |          | χ        |          | ʁ        |          |
| 破擦音   |        |        |        |        | ts   | tsʰ  | dz   | ndz  | tʂ       | tʂʰ      | dʐ       | ndʐ      | tɕ           | tɕʰ          | dʑ           | ndʑ          |          |          |          |          |          |          |          |          |          |          |          |          |
| ふるえ音 |        |        |        |        |      |      |      |      |          |          | r        |          |              |              |              |              |          |          |          |          |          |          |          |          |          |          |          |          |
| 側面音   |        |        |        |        |      | ɬ    | l    |      |          |          |          |          |              |              |              |              |          |          |          |          |          |          |          |          |          |          |          |          |
| 半母音   |        |        | w      |        |      |      |      |      |          |          |          |          |              |              |              |              |          |          | j        |          |          |          |          |          |          |          |          |          |

以下で用いられるジャプク語の表記法において、音素 /w/ は [β] や [f] といった異音を通して表される。
音素 /ʁ/ は音節末および子音の直前で有声喉頭蓋摩擦音となる。
前鼻音は以下の2つの理由により、単一の音素であると見做される。
1. [ɴ] と [ɢ] が単独では出現しない一方、/ɴɢ/ は ɴɢoɕna「大蜘蛛」といった語に認められる。
2. 摩擦音 + 有声前鼻音という子音連続は見られるが（例：ʑmbri「柳」）、摩擦音 + 無声前鼻音は存在しない。

特異な音韻論的特徴としては、硬口蓋破裂音と、-j-の後続する軟口蓋音との区別が挙げられる。ミニマル・ペアの例には、co「谷」と kio「引っ張る」がある。
また、これらの子音は、tɕoʁtsi「机」の tɕ-のような、歯茎軟口蓋摩擦音とも区別される。
ジャプク語は少なくとも339通りの子音連続を持つとされる（Jacques 2008:29）。これは古チベット語や大部分の印欧語を上回る数である。
類型論的に稀な子音連続としては、先に述べた摩擦音 + 有声前鼻音のほか、最初の子音が半母音となるものがある。例：jla「雄ヤクと雌牛の交雑種」。

### 母音
ジャプク語の母音は /a/, /o/, /u/, /ɤ/, /ɯ/, /y/, /e/, /i/ の8つである。このうち/y/ は、固有語においては qaɟy「魚」とその派生語を除いて現れないが、中国語からの借用語には見られる。

## 音韻史

### チベット語からの借用語
ギャロン諸語は幾世紀にもわたってチベット諸語からの影響を受けており、ジャプク語の語彙はおよそ4分の1がチベット語に由来する。こうした借用語には、古チベット語の子音連続や尾子音が保たれている。現代チベット諸語においては、子音連続や尾子音の大部分が単純化しており、極めて保守的なチベット文字の綴字からその存在が知られるのみである。
とりわけ、音節初頭の四重子音は、古風な音韻的特徴を残すとされるラダック語やバルティ語を含む、全ての現代チベット諸語で消失したものの、ジャプク語においては保たれている場合がある。例えば、sgyur「変える」の未来形 bsgyur は、ジャプク語において βzɟɯr となる。

### 音変化
ジャプク語は他のギャロン諸語とは異なる音声的特徴を幾つか持つ。第一に、ジャプク語では声調体系が消失している。声調はアクセント体系において痕跡を残すに過ぎない。
第二に、閉音節において、殆どの母音が中舌化している。
- ジャプク祖語 *-ɔs/t/r/k > -ɤs/t/r/ɣ

第三に、音節末尾の閉鎖音が、-t を除いて摩擦音化している。
- *-k > -ɣ
- *-q > -ʁ
- *-p > -β

また、2つの閉鎖音から成る子音連続においては、少なくとも一方の子音が摩擦音化している。
- *pk- > pɣ-
- *kp- > βɣ-

これらの変化はズブ語とツォブドゥン語にも部分的に共有されている。
ジャプク語ではさらに、開音節の後舌母音において連鎖的な推移が生じている。
- *-u > ɯ
- *-o > -u

## 格の標示
他のギャロン諸語と同じく、ジャプク語は能格言語である。他動詞の行為者項は接語 kɯ により標示される。これはチベット語の gyis から借用されたものと見られる（Jacques 2009:129）
| ʁdɤrʑi   | kɯ   | ɬamu | pa-mto          |
| ドルジェ | 能格 | ラモ | アオリスト-見る |

自動詞の行為者項や他動詞の被動者項に kɯ は付かない。

## 語順
周辺に分布する大部分の言語がそうであるように、ジャプク語では一貫して動詞が節の後方に現れる。行為者項は通常、被動者項よりも前に来る（SOV語順）。もっとも、これらの項は省略できることが殆どである。
形容詞や数詞や名詞の後に現れる。
| zgo | kɯ-mbro     |
| 山  | 名詞化-高い |

「高い山」

## 名詞形態論

### 所有接頭辞
所有格は人称代名詞でなく専用の接頭辞 (所有接辞) で表される。
| 人称       | 所有接頭辞 | 代名詞 |
| 一人称単数 | a-         | aʑo    |
| 一人称双数 | tɕi-       | tɕiʑo  |
| 一人称複数 | ji-        | iʑo    |
| 二人称単数 | nɤ-        | nɤʑo   |
| 二人称双数 | ndʑi-      | ndʑiʑo |
| 二人称複数 | nɯ-        | nɯʑo   |
| 三人称単数 | ɯ-         | ɯʑo    |
| 三人称双数 | ndʑi-      | ʑɤni   |
| 三人称複数 | nɯ-        | ʑara   |

二人称と三人称の所有接頭辞双数形は同形である。他のギャロン語と異なり、一人称における包括形と除外形の区別は存在しない。所有接頭辞は基本的に自動詞の人称接辞と同形である。

### 譲渡不可能所有
他のギャロン諸語と同じく、ジャプク語には譲渡可能所有と譲渡不可能所有の区別が存在する。譲渡不可能とされる身体部位や親族名称には、tɯ- という接頭辞が付いている（例：tɯ-jaʁ「手」、tɯ-ku「父」）。これに所有接頭辞を付けた場合、a-jaʁ「私の手」、a-ku「私の父」のように、tɯ- は脱落する。なお、a-tɯ-jaʁ と言った場合には、「私の所有である、切断された他者の手」といった意味になる。

## 動詞形態論
ジャプク語の動詞形態論は名詞形態論よりも遥かに複雑であり、派生接辞、名詞化接辞、人称接辞を豊富に備えている。

### 派生
ジャプク語は使役態、逆受動態、再帰態、受動態、適用態、逆使役態を表す派生接辞を持つ。また、名詞抱合が見られる。

### 人称一致

#### 他動性
ジャプク語では他動性が極めて明確な形で標示される。自動詞と他動詞とでは活用の仕方が異なり、他動詞には自動詞に現れない以下のような標識が付く。
- アオリスト形の接尾辞-t（一人称・二人称単数で開音節から成る他動詞のみに出現）。
- アオリスト形の接頭辞 a-（項が二つとも三人称、かつ後述の逆行接頭辞のない場合に出現）。
- 語根が開音節の場合における語幹の交替。.

また、自動詞と他動詞とでは名詞化された形も異なる。

#### 自動詞
自動詞の人称は、基本的に上で述べた所有接頭辞と同形の接尾辞で標示される。ただし、二人称の場合は接頭辞 tɯ-が付く。この接頭辞に相応する所有接頭辞は見られない。
以下は、自動詞ɕe「行く」の非過去形における語形変化表である。
| 人称       | 「行く」   | 所有接頭辞 | 代名詞 |
| 一人称単数 | ɕe-a       | a-         | aʑo    |
| 一人称双数 | ɕe-tɕi     | tɕi-       | tɕiʑo  |
| 一人称複数 | ɕe-j       | ji-        | iʑo    |
| 二人称単数 | tɯ-ɕe      | nɤ-        | nɤʑo   |
| 二人称双数 | tɯ-ɕe-ndʑi | ndʑi-      | ndʑiʑo |
| 二人称複数 | tɯ-ɕe-nɯ   | nɯ-        | nɯʑo   |
| 三人称単数 | ɕe         | ɯ-         | ɯʑo    |
| 三人称双数 | ɕe-ndʑi    | ndʑi-      | ʑɤni   |
| 三人称複数 | ɕe-nɯ      | nɯ-        | ʑara   |

#### 他動詞
他のギャロン諸語と同様、ジャプク語は順行・逆行型人称標示の体系を持つ（同様の体系は北米のアルゴンキン語派にも見られる）。
以下は、他動詞 mto「見る」の非過去形における語形変化表である（Jacques 2004:521, 2008）。行は動作主を、列は被動者を示す。例えば、kɯ-mto-a-ndʑi は「あなた達二人が私を見る」（二人称双数 > 一人称単数）という意味になる。ここで" > "の左側は動作主を、右側は被動者を示す。
| 一人称単数    | 一人称双数 | 一人称複数 | 二人称単数 | 二人称双数    | 二人称複数   | 三人称単数        | 三人称双数    | 三人称複数  |            |
|               |            |            | ta-mto     | ta-mto-ndʑi   | ta-mto-nɯ    | mtám-a            | mtám-a-ndʑi   | mtám-a-nɯ   | 一人称単数 |
|               |            |            | =          | =             | =            | mto-tɕi           | =             | =           | 一人称双数 |
|               |            |            | =          | =             | =            | mto-i             | =             | =           | 一人称複数 |
| kɯ-mto-a      | kɯ-mto-tɕi | kɯ-mto-i   |            |               |              | tɯ-mtɤm           | =             | =           | 二人称単数 |
| kɯ-mto-a-ndʑi | =          | =          |            |               |              | tɯ-mto-ndʑi       | =             | =           | 二人称双数 |
| kɯ-mto-a-nɯ   | =          | =          |            |               |              | tɯ-mto-nɯ         | =             | =           | 二人称複数 |
| ɣɯ-mto-a      | ɣɯ-mto-tɕi | ɣɯ-mto-i   | tɯ́-wɣ-mto  | tɯ́-wɣ-mto-tɕi | tɯ́-wɣ-mto-nɯ | mtɤm / ɣɯ-mto     | (ɣɯ-mto-ndʑi) | (ɣɯ-mto-nɯ) | 三人称単数 |
| ɣɯ-mto-a-ndʑi | =          | =          | =          | =             | =            | mto-ndʑi / ɣɯ-mto | =             | =           | 三人称双数 |
| ɣɯ-mto-a-nɯ   | =          | =          | =          | =             | =            | mto-nɯ / ɣɯ-mto   | =             | =           | 三人称複数 |

逆行形においては、接頭辞 wɣ- (異形態 ɣɯ-) が現れる（強勢が置かれる数少ない接辞でもある）。順行・逆行型の人称標示体系を持つ言語では、以下に示すSilverstein（1976）の名詞句階層が重要となる。
- 一人称/二人称 > 人間名詞 > 有生名詞 > 無生名詞

逆行接頭辞は、被動者がこの階層において行為者より上に位置する場合に付される。
- 3 > 1  ɣɯ-mto-a
- 3 > 2  tɯ́-wɣ-mto

なお、一人称と二人称のどちらが上位であるかは、言語によって異なる。アルゴンキン諸語は二人称が上位になるものが多い一方、ギャロン諸語（とりわけジャプク語を含む東部ギャロン諸語）では一人称が上位となる。
これに対し、被動者よりも動作主が上位に来る場合（順行）は、逆行接頭辞が付かない。もっとも、順行形では語幹の交替が生じる。
- 1 > 3  mtám-a
- 2 > 3  tɯ-mtɤm

他動詞の項が二つとも三人称となる場合は、順行形を取る場合も、逆行形を取る場合もある。動作主項が無生名詞、被動者が人間名詞を含む有生名詞となる場合、動詞は必ず逆行形を取る。しかし、動作主項が動物を表す名詞、被動者項が人間名詞となる場合などは、動作主が被動者より名詞句階層において下位に位置しているにもかかわらず、動詞が必ずしも逆行形を取るとは限らない。また、項が二つとも人間名詞となる際には、順行形と逆行形の選択は語用論的基準に従って行われる（Jacques 2009）。
なお、順行形の数は動作主項と一致するのに対して、逆行形の数は被動者項と一致する。